# Grange-Blanche (métro de Lyon)
Pour le quartier éponyme, voir Grange-Blanche.
Grange-Blanche est une station de métro française de la ligne D du métro de Lyon, située place d'Arsonval, dans le quartier de Grange-Blanche à la limite avec les quartiers Montchat et Montplaisir et à la limite du 3e et du 8e arrondissement de Lyon, préfecture de la région Auvergne-Rhône-Alpes.
Elle est mise en service en 1991, lors de l'ouverture à l'exploitation de la ligne D.

## Situation ferroviaire
La station Grange-Blanche est située sur la ligne D du métro de Lyon, entre les stations Monplaisir - Lumière et Laënnec.

## Histoire
La station « Grange-Blanche » est mise en service le 9 septembre 1991, lors de l'ouverture officielle de l'exploitation de la ligne D du métro de Lyon de la station Gorge de Loup à la station Grange-Blanche. Elle en est restée le terminus jusqu'à l'ouverture du prolongement à Gare de Vénissieux le 11 décembre 1992.
Construite en tranchée couverte comme la partie est de la ligne dont elle fait partie, elle est édifiée suivant un plan de deux voies encadrant un quai central, configuration qu'on ne retrouve à Lyon que sur deux autres stations de la ligne D : Bellecour et Valmy. La station a été dessinée par les architectes René Gimbert et Jacques Vergely, qui ont dessiné une station éclairée par une verrière, qui donne directement sur la place d'Arsonval, laquelle verrière sert de base à l'imposante sculpture Lyonéon, emblème de Grange-Blanche.
La station possède une agence commerciale TCL en son sein, située sur la mezzanine avec quelques commerces et des automates permettent l'achat et d'autres le compostage des billets. Elle équipée d'origine d'ascenseurs pour les personnes à mobilité réduite et a été équipée de portillons d'accès le 29 mars 2006.

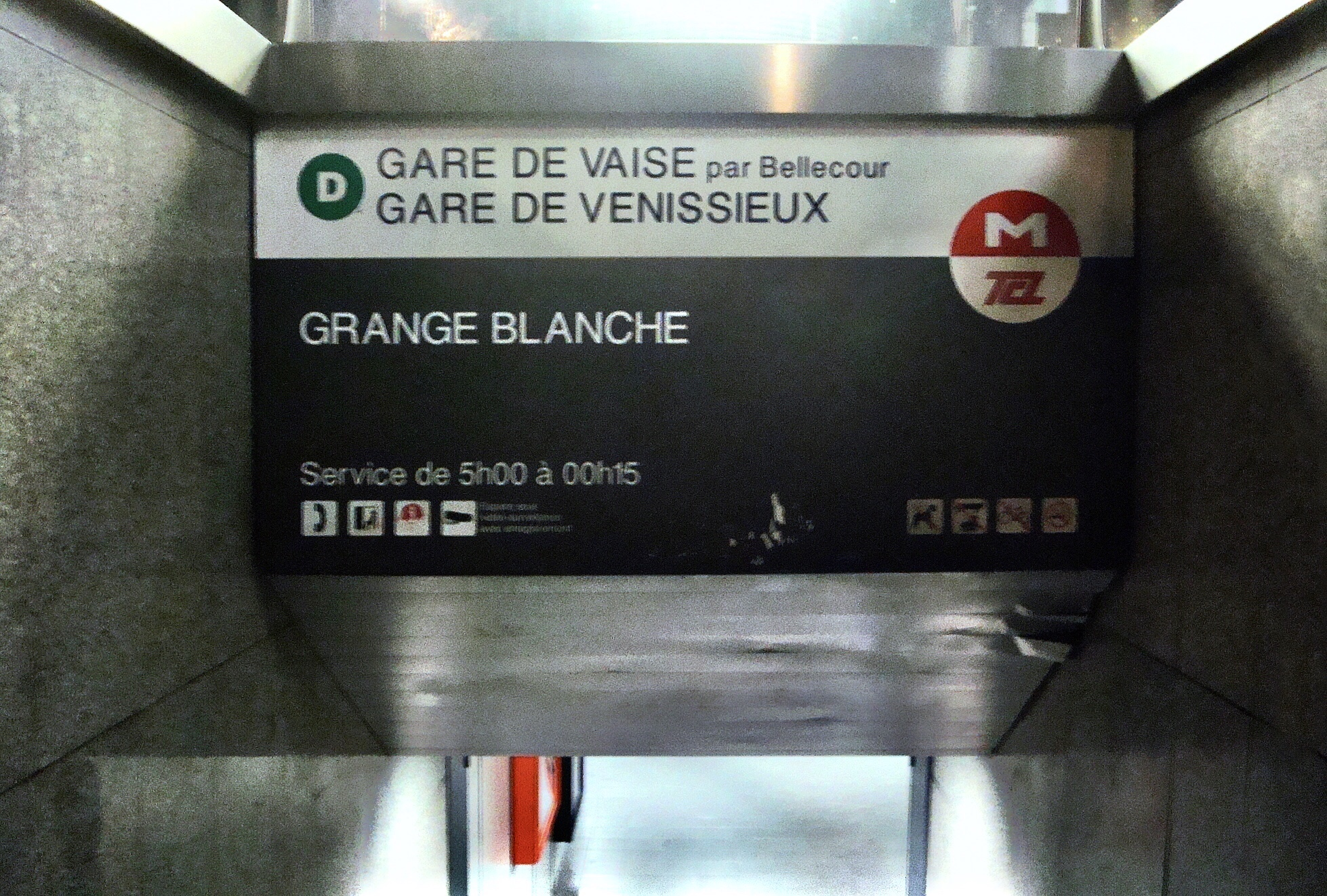
Station Grange-Blanche
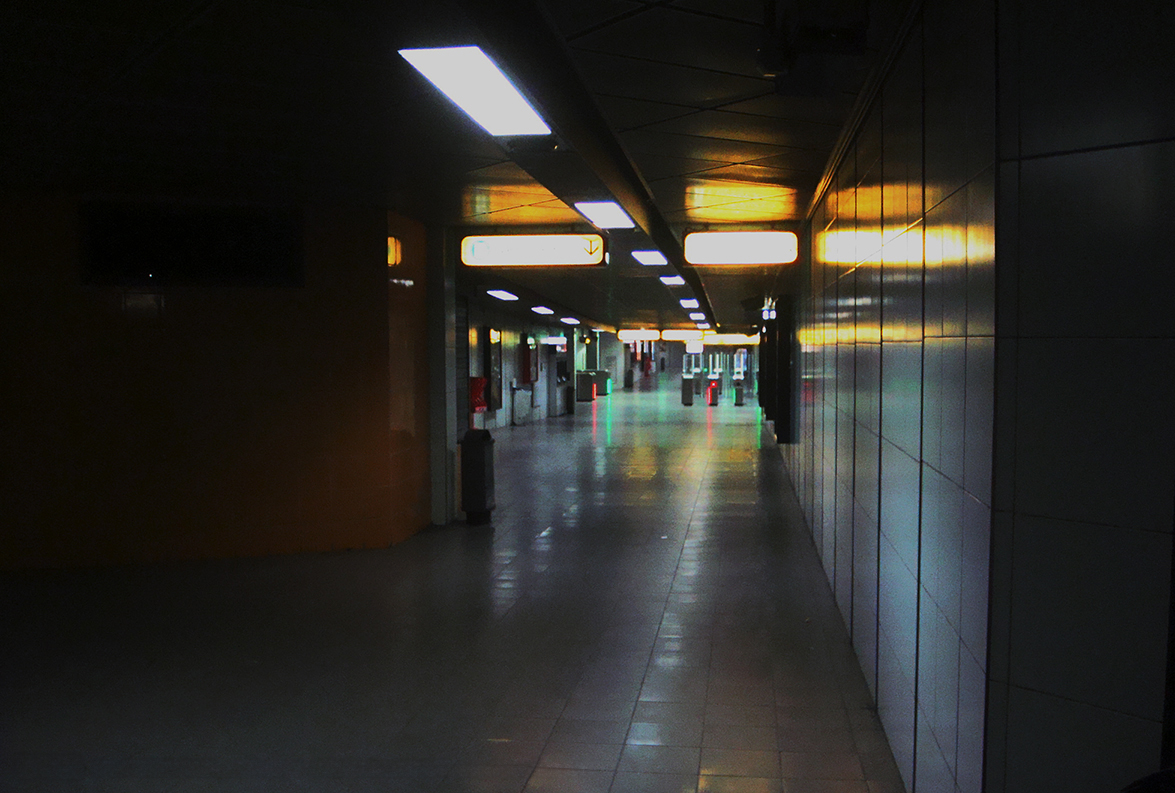
Mezzanine de Grange-Blanche
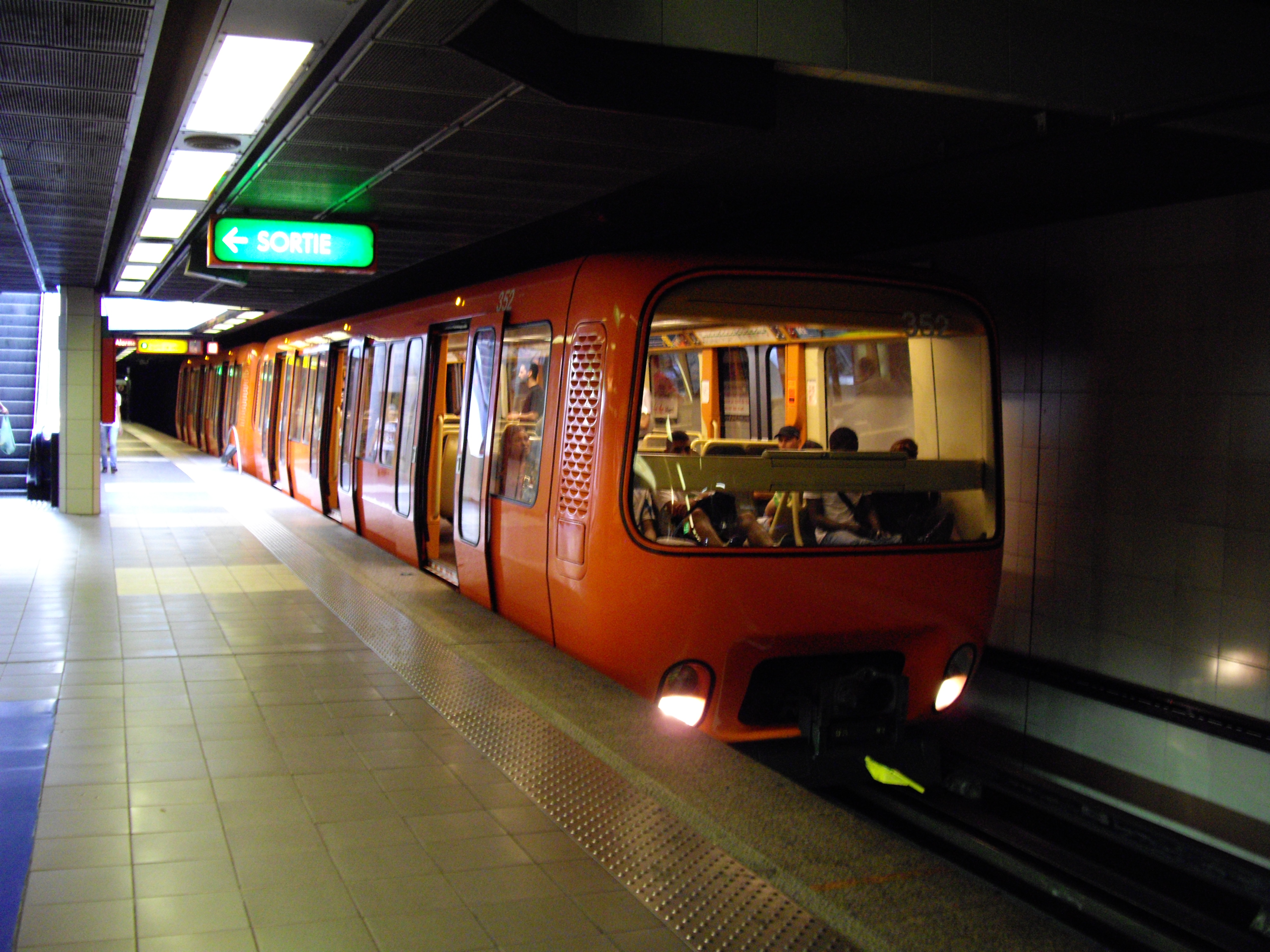
Une rame MPL 85 non rénovée à quai direction Gare de Vaise

## Service des voyageurs

### Accueil
La station compte huit accès, donnant tous sur la mezzanine. On retrouve deux accès à l'est de part et d'autre du cours Albert-Thomas (rue du Professeur Florence au nord et avenue des Frères-Lumière au sud), deux accès au nord dont un juste devant l'entrée de l'hôpital Édouard-Herriot, deux entrées au sud devant l'école Rockefeller et enfin deux accès depuis le centre de la place d'Arsonval, au centre de la gare routière. Elle dispose dans la mezzanine de distributeurs automatiques de titres de transport et de valideurs couplés avec les portillons d'accès.
L'accès donnant sur l'hôpital Édouard-Herriot est équipé d'une « libellule », nom donné aux totems courbés identifiant les stations de la ligne D depuis son ouverture et réalisés par les architectes Françoise-Hélène Jourda et Gilles Perraudin.

### Desserte
Grange-Blanche est desservie par toutes les circulations de la ligne.

### Intermodalité

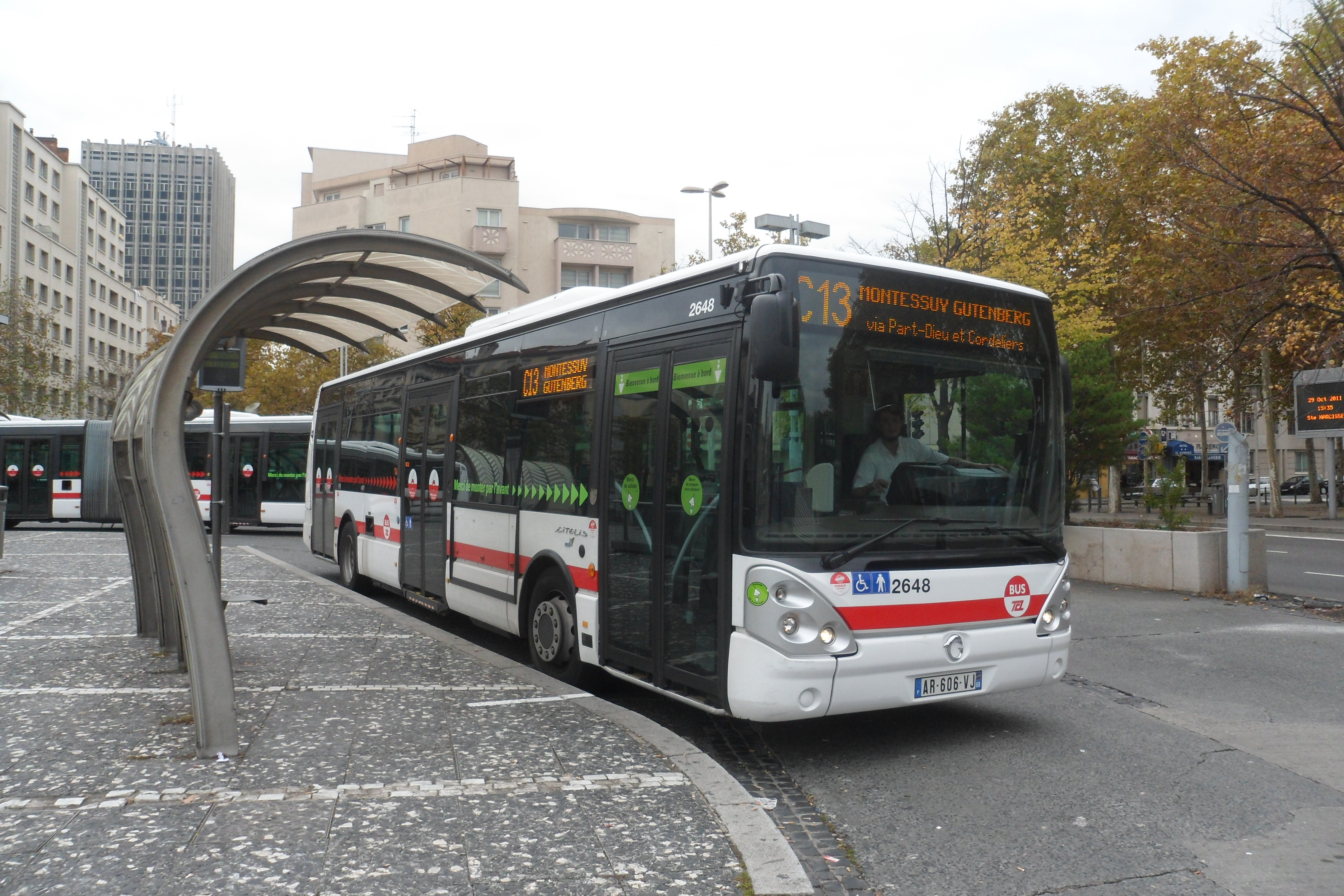
La ligne C13 à Grange-Blanche, parfois exploitée en autobus. Ici un Citelis 12 €EEv de 2010

Grange-Blanche est un pôle de correspondances majeur du réseau Transports en commun lyonnais (TCL). La configuration des lieux fait que les arrêts sont répartis à divers endroits de la place, ainsi que sur l'avenue Rockfeller et la rue Nungesser et Coli à proximité :
On retrouve sur l'avenue Rockfeller les stations de tramways des lignes T2 (ouverte en 2001) et T5 (ouverte en 2012). À l'est, sur la rue Nungesser et Coli, on retrouve le terminus de la ligne de bus 1Ex.
Au centre de la place on retrouve une sorte de gare routière disposée sur le bord du rond-point formant le centre de la place. Ces lignes y effectuent toutes leur terminus : la ligne de trolleybus C13 et les lignes de bus C8, C26, 24 et 34.
La seule ligne de bus passante, la ligne C16, voit ses arrêts déportés à l'angle de la rue du Professeur Florence et sur le cours Albert-Thomas.
Outre les rues et places avoisinantes, elle permet de rejoindre à pied différents sites, notamment : la faculté de Médecine et Pharmacie Rockefeller, la maternité privée NATECIA, l'école Rockefeller, l'hôpital Édouard-Herriot et est à 5 minutes à pied du CIRC et du Centre Léon-Bérard. Encore plus loin, on peut rejoindre l'hôpital d'instruction des armées Desgenettes, l'Institut d'hématologie et d'oncologie pédiatrique (IHOP) et le lycée La Martinière Monplaisir.

## Œuvre d'art

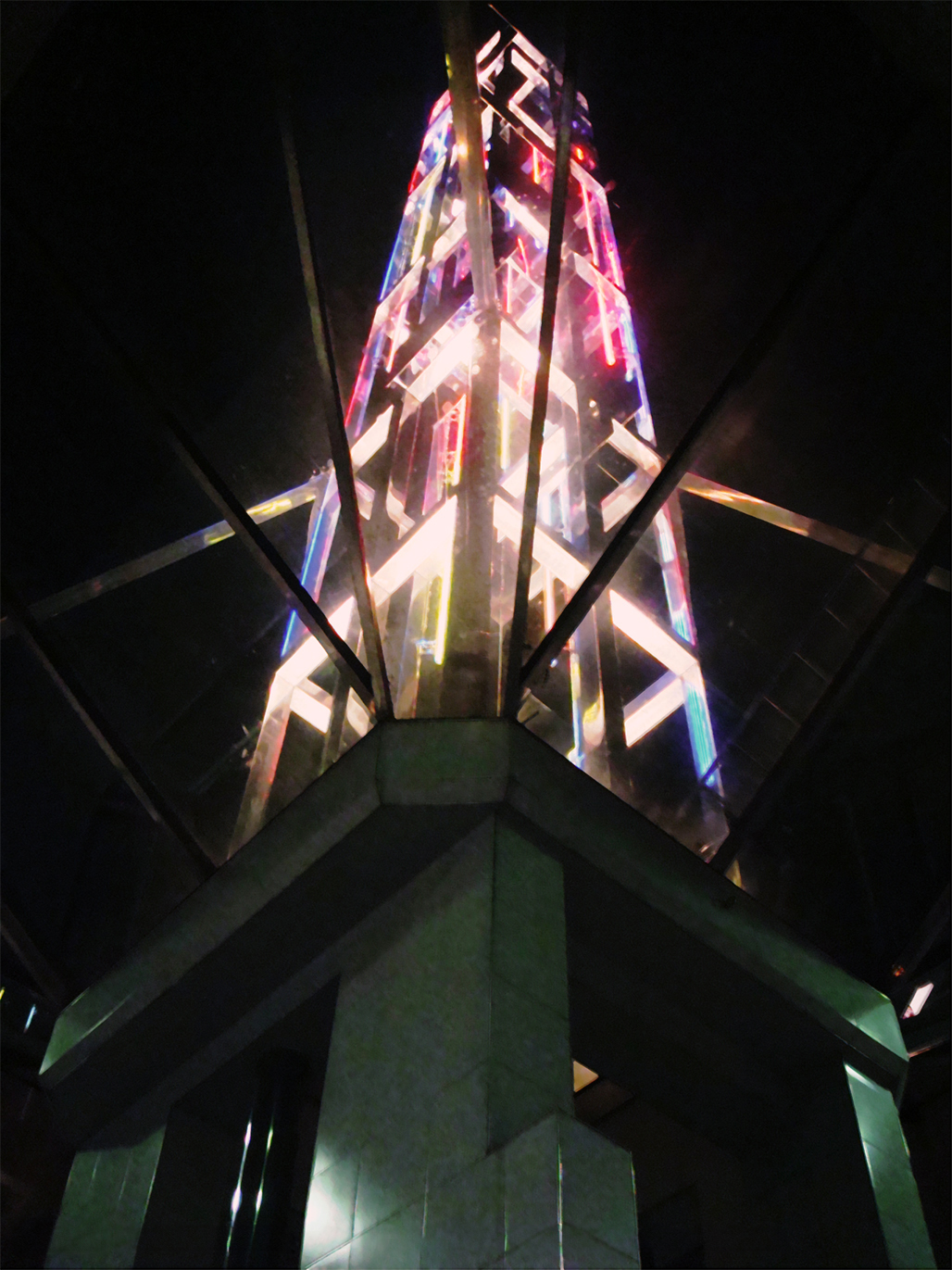
Vue de Lyonéon de nuit, depuis la station

La station est surmontée d'une imposante sculpture qui trône au milieu de la place d'Arsonval. Cette sculpture se nomme Lyonéon et a été réalisée par Nicolas Schöffer.
Cette sculpture a été réalisée en inox miroir. Elle s’élève à près de 27 mètres au-dessus de la station, pour une hauteur totale d’environ 30 mètres (elle commence au sous-sol au niveau d’une pyramide de verre orientée vers l’intérieur de la station) et est agrémentée de plaques également en inox miroir.
C’est la première sculpture française « chronodynamique cybernétique », c’est-à-dire en interaction avec le temps et l’espace : en effet, les néons qui tapissent la tour s’allument et s’éteignent au gré du flux de voyageurs dans la station de métro.
La place d’Arsonval, qui accueille la station de métro et le terminus des tramways T2 et T5 était à l’origine plus petite, puis a été réaménagée afin d’accueillir le pôle multimodal de Grange-Blanche, avec autour de la sculpture une gare routière en forme de rond-point, et autour de la gare routière trois voies de circulation (en rond-point également).
L’emplacement de l’actuelle sculpture Lyonéon était en fait à l’origine (à quelques mètres près) l’emplacement tout d’abord de la Croix des Sables, qui marquait le carrefour entre la route de Grenoble (montée des Sables, devenue avenue Rockefeller), le chemin de Saint Alban (qui mène aux Essarts, à Bron), la rue Plantacul (qui mène au Vinatier) et la Grande rue de la Guillotière (désormais avenue des Frères-Lumière sur cette portion). Puis, cette Croix des Sables fut transférée à côté de l’église Saint Maurice (rue Saint-Maurice dans l’actuel quartier de Monplaisir) et fut remplacée par un monument « à la gloire du service de santé » en 1938, rappelant la dévotion des services de santé (en particulier ceux de Grange-Blanche) lors de la Première Guerre Mondiale. Enfin, lors de la construction du métro en 1991, ce monument a été déplacé vers sa position actuelle, à l’angle entre l’avenue des Frères-Lumière et le début de l’avenue Jean-XXIII, pour être remplacé finalement par l’actuelle sculpture Lyonéon.

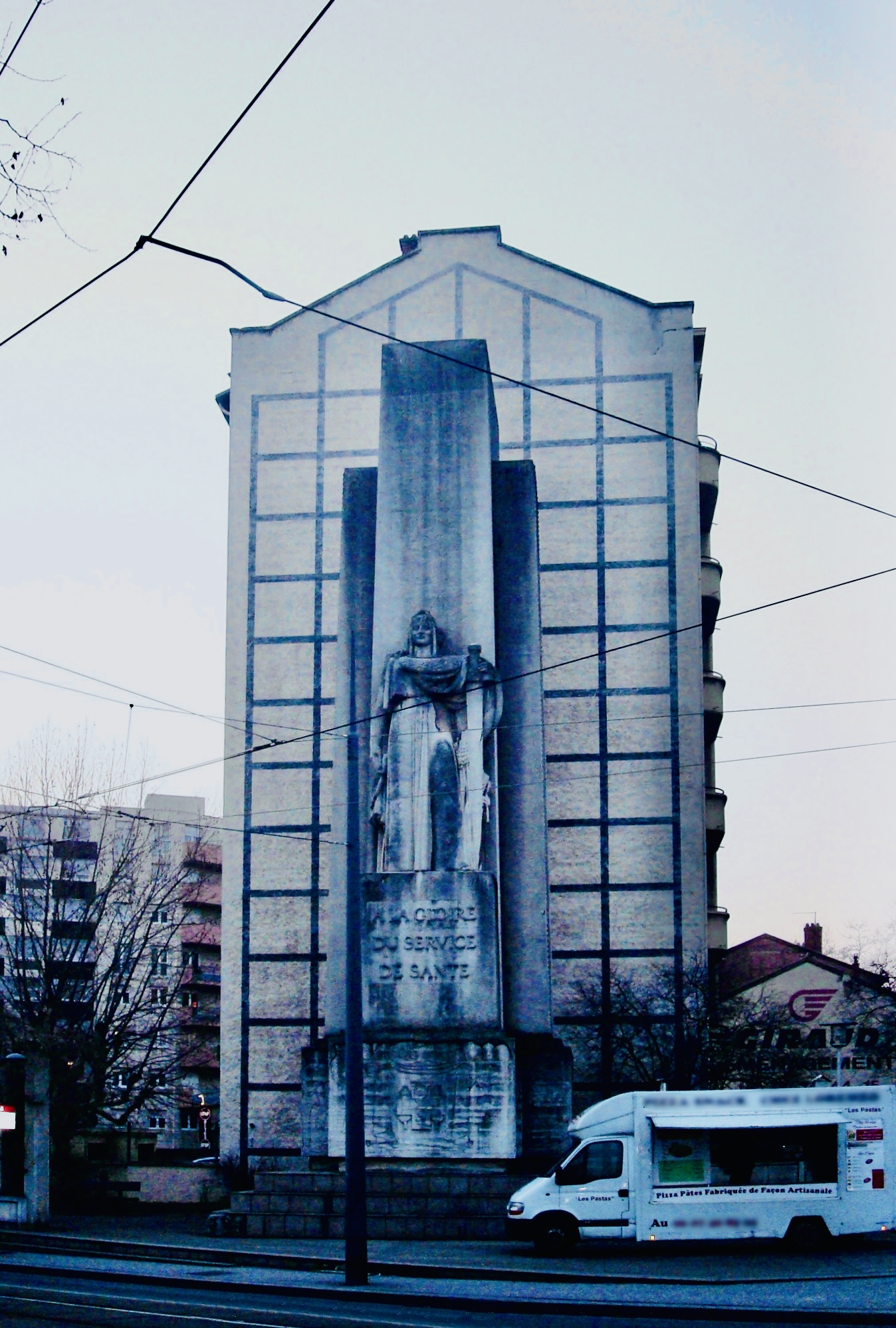
Monument à la gloire des services de santé pendant la Première Guerre mondiale
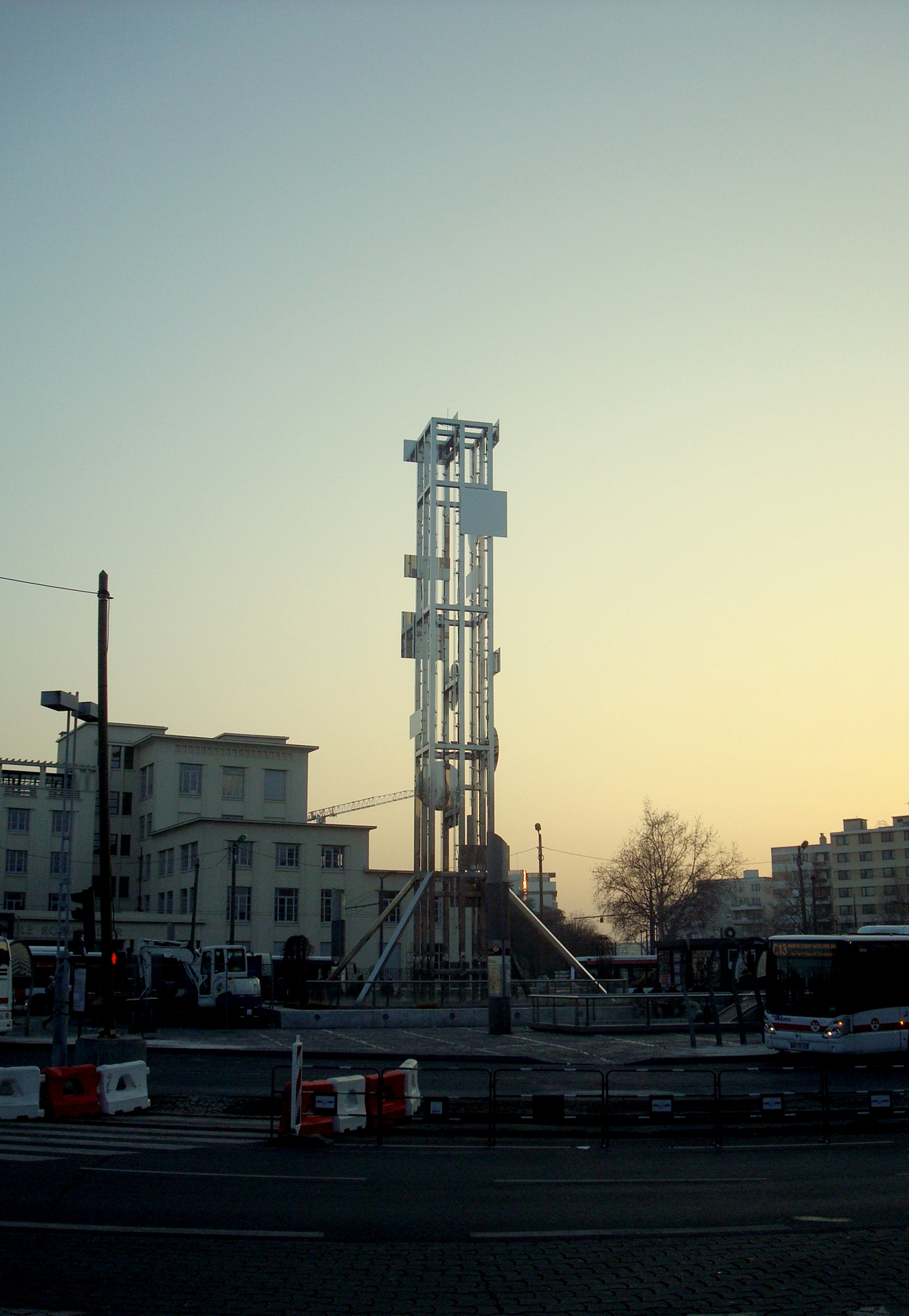
Vue de Lyonéon de jour
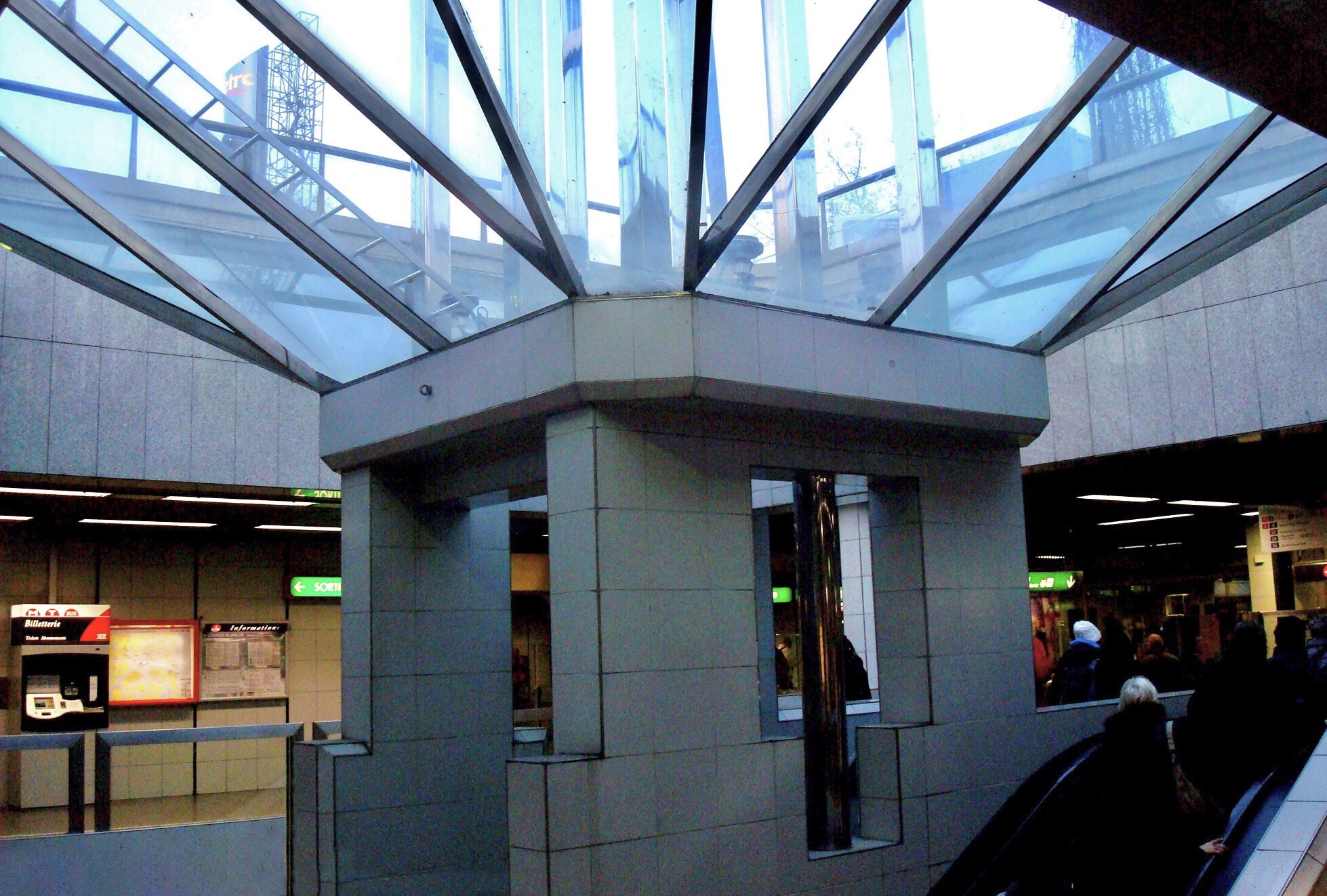
Vue de la verrière de Lyonéon depuis l'intérieur de la station
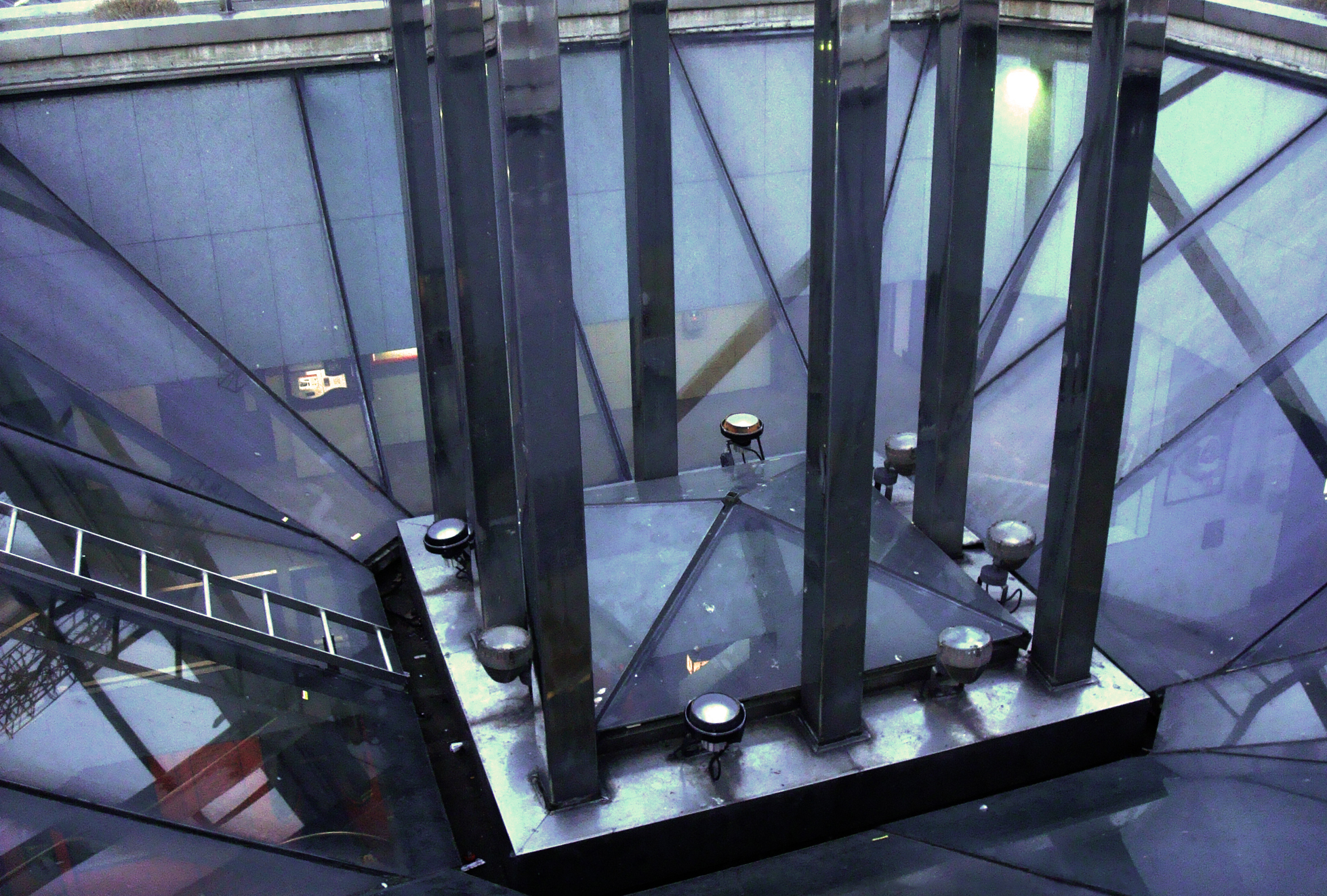
Vue de la verrière de Lyonéon depuis l'extérieur de la station
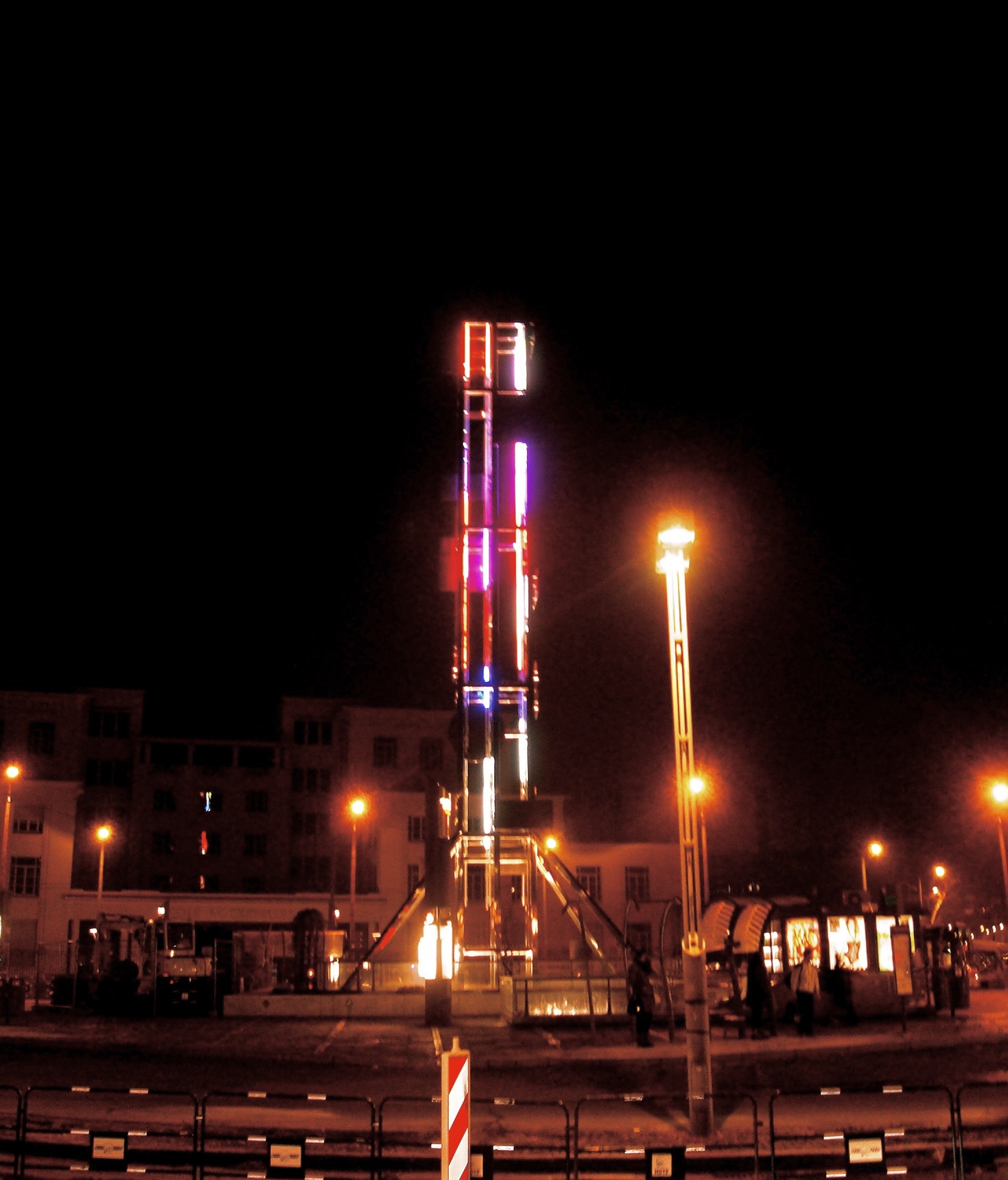
Vue de Lyonéon de nuit